# Balinka (Magyarország)
Balinka (németül: Balingen) község Fejér vármegyében, a Móri járásban.

## Fekvése
A Bakony keleti peremén, Fejér vármegye északnyugati részén fekszik. Határa hullámos dombvidék. Északon a Vértes, keleten és délen a Bakony mellári fennsíkjának mészkő- és dolomitgerincei határolják. A környék legmagasabb pontja a Hársas-hegy. A település főutcája a 8209-es út, amely a központtól északra torkollik bele a Zirc és Mór közt húzódó 8216-os útba; a falu nyugati részén fekvő Mecsérpuszta településrészt csak ez utóbbi út érinti.
A községen két patak is átfolyik, a Bakonycsernyéről Balinkán át Fehérvárcsurgóig folyó Gaja-patak és egy Mór-Bodajk irányú kisebb vízfolyás. A kettő Székesfehérvár előtt, Szárazrétnél egyesül. Az évi közepes csapadékmennyiség a községben 656 milliméter. Nagyobb felhőszakadások és a kora tavaszi hóolvadás alkalmával előfordul, hogy a patakok aránylag kis keresztszelvényük miatt nem tudják elvezetni a nagy mennyiségű vizet, és nagy területeket elárasztanak.

## Története
Balinka már a vaskorban is lakott hely volt, és a rómaiak is megtelepedtek a környéken. A Gaja-patakon épített, tekintélyes méretű duzzasztógátaikat régészek tárták fel a település közelében.
A falu nevét fennmaradt oklevelek már 1187 körül említik: 1193-ban  Boynka, 1230-ban Boinka, 1232-ben Boyanca, 1275-ben pedig Boyonka alakban. 1187-ben királyi várbirtok volt, ekkor Eufrozina királyné adományozott itt egy eke földet a fehérvári kereszteseknek; adománylevelét III. Béla 1193-ban megerősítette.
II. András király a falut valamikor 1230 előtt a Csák nemzetségbeli Miklósnak adományozta, de 1230-ban Béla herceg, mint felesleges adományt, visszavette tőle. 1228-ban és 1231-ben Miklós másik itteni, Moys nádortól vásárolt földjét fiára, Izsákra hagyta. 1232-ben Miklós II. András királytól megkapta azt a balinkai részt, amelyet előzőleg a király egy Basileus nevű ember Gergely nevű fiának adott, s amelyet minden oldalról a keresztesek földje határolt.
1275-ben az oklevelek Balinkát Eszély faluval írják határosnak.
A település a török időkben elnéptelenedett. A 17. században a Szapári család birtokába került, amely németekkel telepítette be.
Balinka több mint 160 éven keresztül bányászfalu volt. Környékén az 1800-as években kőszenet találtak, s 1842-ben a gróf Szapáry család szénkitermelő aknát nyitott. A bányát az 1970-es és 1980-as években az eocén program keretében még továbbfejlesztették, de 2003-ban bezárták az egykor a lakosság zömének munkát és fűtőanyagot adó utolsó környékbeli széntelepet is. 
A bányászat megszűnése után nőtt a falu idegenforgalma: a Gaja-patak völgyének és szurdokainak szépsége egyre több kirándulót vonz. Az elhagyott bányászlakások egy részét a természetjárók kulcsosházakká alakították át.

## Közélete

### Polgármesterei
- 1990–1994: Nagy István (független)[7]
- 1994–1998: Nagy István (független)[8]
- 1998–2002: Nagy István (független)[9]
- 2002–2006: Nagy István (független)[10]
- 2006–2010: Wéninger László Pál (Fidesz-KDNP)[11]
- 2010–2014: Wéninger László Pál (Fidesz-KDNP)[12]
- 2014–2019: Wéninger László Pál (Fidesz-KDNP)[13]
- 2019–2024: Wéninger László (Fidesz-KDNP)[14]
- 2024– : Wéninger László (Fidesz-KDNP)[1]

## Népesség
A település népességének változása:
| Lakosok száma | 903  | 891  | 891  | 868  | 895  | 882  | 887  |
|               | 2013 | 2014 | 2015 | 2021 | 2022 | 2023 | 2024 |

A 2011-es népszámlálás során a lakosok 79,6%-a magyarnak, 0,4% bolgárnak, 6,2% németnek, 0,5% románnak mondta magát (20,4% nem nyilatkozott; a kettős identitások miatt a végösszeg nagyobb lehet 100%-nál). A vallási megoszlás a következő volt: római katolikus 34,7%, református 5,3%, evangélikus 4,3%, felekezeten kívüli 21,9% (32,5% nem nyilatkozott).
2022-ben a lakosság 85,6%-a vallotta magát magyarnak, 3,5% németnek, 0,3% cigánynak, 0,2% szlováknak, 0,1-0,1% bolgárnak, ukránnak és románnak, 3,1% egyéb, nem hazai nemzetiségűnek (14,4% nem nyilatkozott; a kettős identitások miatt a végösszeg nagyobb lehet 100%-nál). Vallásuk szerint 23% volt római katolikus, 5,8% református, 5% evangélikus, 0,1% ortodox, 1,1% egyéb keresztény, 0,9% egyéb katolikus, 17,2% felekezeten kívüli (46,6% nem válaszolt).

## Itt születtek, itt éltek
- Rédl Rezső piarista tanár, botanikus Balinka Nagygyónpusztán született 1895. február 1-én.

## Képgaléria

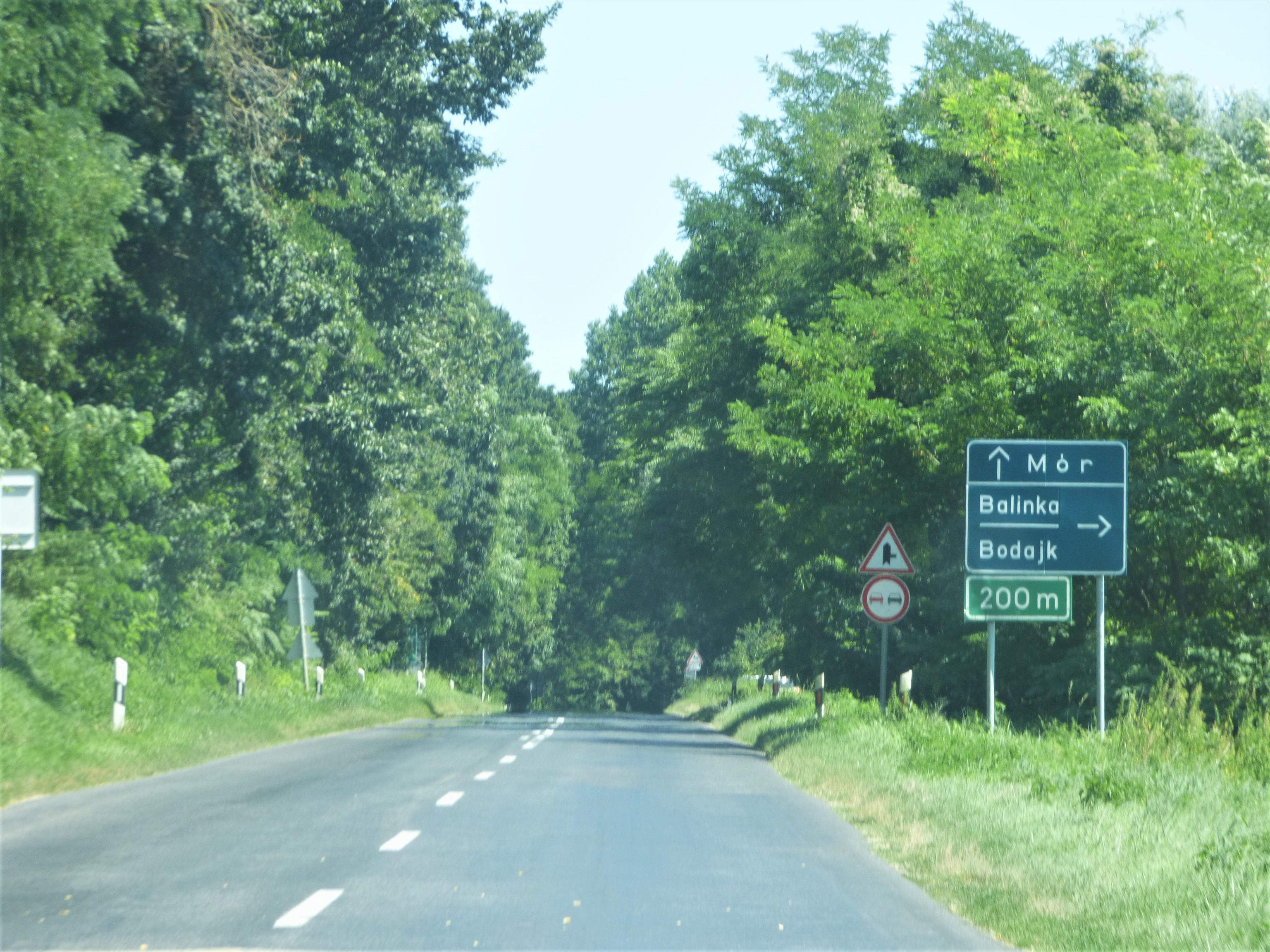
A 8209-es út kiágazásának előjelző táblája a 8216-os út balinkai szakaszán Szápár felől
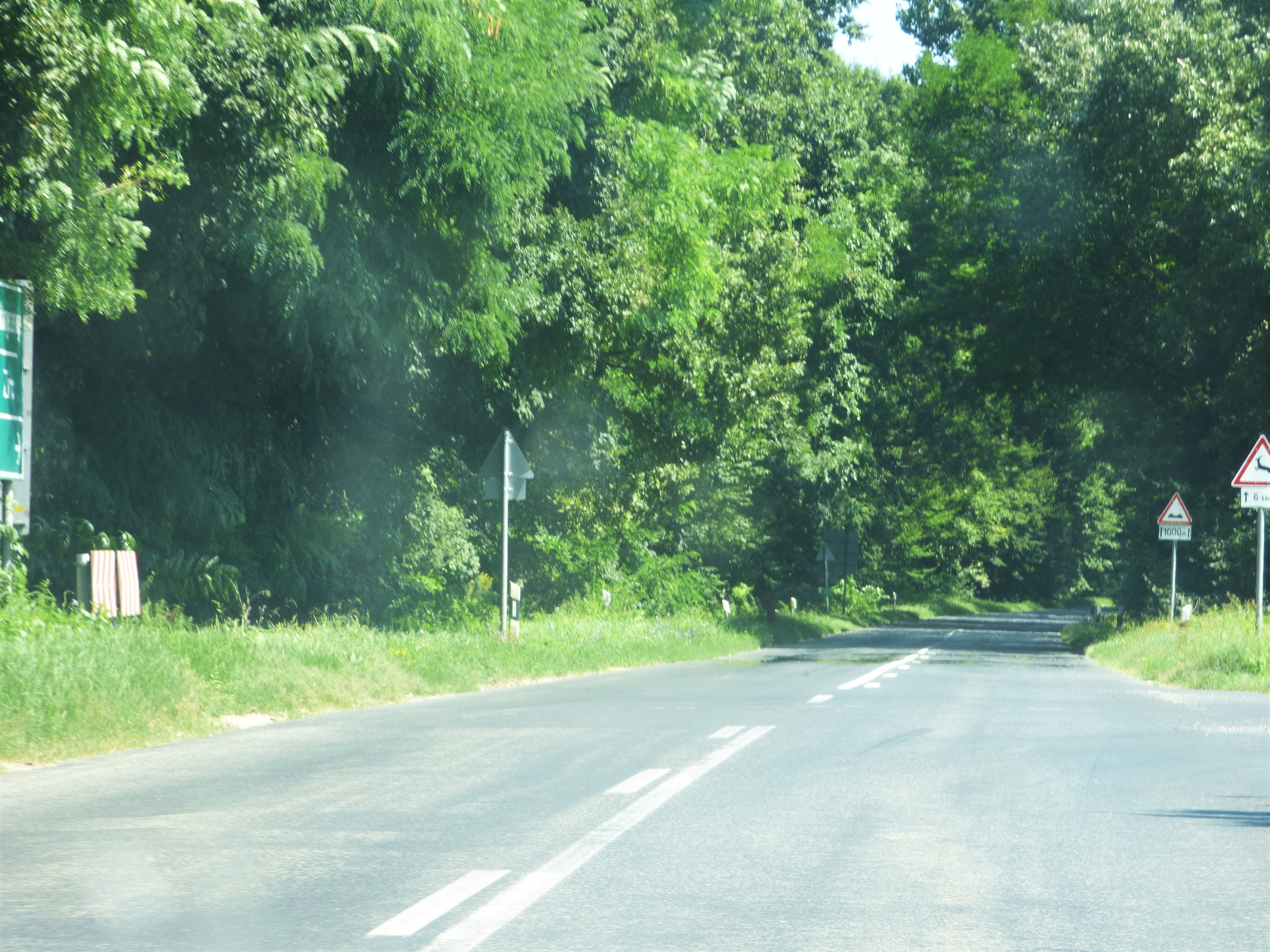
A 8216-os út Balinkánál, jobbra a 8209-es út betorkollása

## Nevezetességei
- Gaja patak völgye és szurdokai.